# Robert Ciranko
Robert Louis Ciranko (New York, 9 marzo 1947) è un predicatore statunitense.

## Biografia
Nato in una famiglia di lontane origini ungheresi (forse proveniente da Košice), è sposato dal 1978 con Ketra Blythe Bates.
Tutti e quattro i suoi nonni erano membri dei Testimoni di Geova.

## Presidenza della Società Torre di Guardia
Nel 2014 succede a Don Alden Adams alla presidenza della Società Torre di Guardia.
Ciranko è considerato un "aiutante" dal Corpo direttivo, che detiene l'autorità sulla Società Torre di Guardia e sulle società ad essa collegate.